# Josip Đido Vuković
Josip Đido Vuković (mađ: Vukovics József) (Tavankut, Mađarska, 14. veljače 1890. – Subotica, 4. ožujka 1950.) je bački hrvatski književnik, političar i publicist.

## Život do 1918.
Rodio se u Tavankutu, u ugarskom dijelu ondašnje Austro-Ugarske. Po ženidbi, prešao je u Bikić. Raspadom Austro-Ugarske i potpadanjem njegovog kraja u Mađarsku, seli u Suboticu.

## Književni rad
U svom književnom radu, hrvatskoj je književnosti pridonio svojim pjesničkim, satiričarskim i publicističkim uradcima.
U njegovom pjesničkom opusu, najbrojnije i najznačajnije su mu pjesme rodoljubnog i borbenog duha.
Svojim djelima je ušao u antologiju poezije bunjevačkih Hrvata iz 1971., sastavljača Geze Kikića, u izdanju Matice hrvatske.
Bio je suradnikom časopisa Nevena.

## Politički rad
Josip Đido Vuković se bio angažirao se i u javnom i stranačkom životu.
Dana 22. rujna 1919. je bio je sudionikom bunjevačkog poslanstva, koje je otputovalo u Pariz na konferenciju s inozemnim diplomatima.
Bio je čelnikom Bunjevačko-šokačke stranke, a nakon što se BŠS-a postupno sve više primicao HSS-u i na koncu 1926. gotovo cjelokupnim članstvom prišlo HSS-u, postao je poslije i prvom osobom Hrvatske seljačke stranke u Subotici u međuraću 1918. – 1941.
Poznat je kao ponosni isticatelj hrvatstva Bunjevaca. 10. studenog 1939. je rekao: "Nama Bunjevcima Hrvatima može se zahvaliti što postoji Vojvodina u sklopu naše državne zajednice." (op. č., govori o ondašnjoj Kraljevini Jugoslaviji).

## Vanjske poveznice
- Antologija poezije bunjevačkih Hrvata  Arhivirana inačica izvorne stranice od 17. travnja 2008. (Wayback Machine)
- (mađ.) zEtna - Magazin a vulkán alatt Milivoj Prćić Emlékmű Đido Vukovićnak
- Časopis za suvremenu povijest Mario Bara: Somborska deklaracija i njezino značenje za bačke Hrvate
- Časopis za suvremenu povijest Robert Skenderović: Bunjevačko-šokačka stranka 1920. – 1926.